# Coupe du monde de biathlon 2020-2021
Navigation
Édition précédente Édition suivante
La 44e édition de la Coupe du monde de biathlon se déroule entre le 27 novembre 2020 et le 21 mars 2021 et comprend dix étapes, la première à Kontiolahti en Finlande, la dernière à Östersund en Suède; elle est ponctuée en février 2021 par les Championnats du monde à Pokljuka qui font partie intégrante de la Coupe du monde. Cette saison est la première à voir l'apparition du season opening, à Kontiolahti, ajoutant une étape d'ouverture plus courte que les autres au calendrier de la Coupe du monde par rapport aux saisons précédentes. Par ailleurs, la saison 2020-2021 étant une saison pré-olympique, le calendrier prévoyait une étape sur le site de Zhangjiakou près de Pékin, qui accueillera les épreuves de biathlon lors des Jeux olympiques d'hiver de 2022 en Chine, mais celle-ci a dû être annulée en raison de la pandémie de Covid-19. Comme tous les événements sportifs dans le monde, la saison se dispute dans ce contexte sanitaire avec des épreuves à huis clos. Elle débute sans les multiples vainqueurs du classement général Martin Fourcade et Kaisa Mäkäräinen qui ont pris leur retraite sportive.
Forte d'une saison exceptionnelle avec la moitié des épreuves remportées (treize victoires sur vingt-six), dix-sept podiums et six médailles dont quatre en or et deux titres individuels aux championnats du monde, Tiril Eckhoff gagne à 30 ans le classement général de la Coupe du monde pour la première fois de sa carrière. Elle remporte également les petits globes des deux formats de course qu'elle a largement dominés durant l'hiver, celui du sprint (avec sept victoires sur dix épreuves) et celui de la poursuite (six victoires sur huit), établissant un remarquable record saisonnier de cinq doublés sprint/poursuite consécutifs. Le trophée de l'individuel revient conjointement à Lisa Theresa Hauser et Dorothea Wierer, alors que sa victoire à la dernière course de la saison, la toute première de sa carrière, permet à Ingrid Landmark Tandrevold de remporter le petit globe du départ groupé. 
Chez les hommes, Johannes Thingnes Bø endosse le dossard jaune de leader dès la deuxième course et ne le quitte plus de la saison, remportant ainsi son troisième gros globe de cristal (il gagne également le petit globe du sprint). Sa domination est cependant fortement contestée par son jeune compatriote Sturla Holm Lægreid, révélation de la saison, qui remporte notamment sept épreuves et pousse le porteur du dossard jaune dans ses derniers retranchements au mois de mars en étant tout proche de le coiffer sur le fil lors du départ groupé final. Bø devance finalement son dauphin au classement général de seulement 13 points. Lægreid s'adjuge les deux trophées de l'individuel et de la poursuite ainsi que le nouveau classement distinctif des jeunes de moins de 25 ans (U25) et gagne quatre médailles d'or aux Mondiaux de Pokljuka. De son côté Tarjei Bø est le vainqueur du classement de la mass-start.  La Norvège domine les Coupes des nations masculine et féminine, les relais hommes et mixte, tandis que la Suède parvient à contester cette suprématie en remportant le classement du relais femmes. 

## Programme
En raison de la pandémie de Covid-19 et des restrictions sanitaires qu'elle entraîne, le calendrier initial subit d'importantes modifications. À l'inter-saison, l'IBU décide en effet de regrouper certaines étapes en un même lieu afin de limiter les risques liés aux déplacements. Quatre sites (Östersund, Le Grand-Bornand, Ruhpolding et Pékin) qui devaient recevoir la Coupe du monde sont écartés au profit de localités qui ont alors la responsabilité d'accueillir deux étapes à la suite (Kontiolahti, Hochfilzen, Oberhof et Nové Město). En cours de saison, le gouvernement norvégien annonce qu'il s'oppose à la tenue de l'étape finale à Oslo, étape que l'IBU confie finalement à Östersund. La programmation de la compétition (épreuves, dates, horaires) ne subit pas de modification, à l'exception de l'étape suivant les mondiaux qui est retardée d'une semaine au début du mois de mars avec adoption de nouveaux horaires.
Ces changements ont été décidés en quatre temps par l'IBU : 
Le 26 septembre 2020 est annoncée la décision de respectivement disputer à Kontiolahti et Hochfilzen les étapes initialement prévues à Östersund et à Annecy - Le Grand-Bornand au premier «trimestre».
Le 5 octobre 2020 est annoncée la décision de disputer à Oberhof l'étape initialement prévue à Ruhpolding au second «trimestre».
Le 23 novembre 2020 est annoncée la décision de disputer à Nové Město l'étape initialement prévue à Pékin  au troisième «trimestre», et de la retarder d'une semaine (l'étape se tiendra du 4 au 7 mars 2021 au lieu du 26 février au 1er mars 2021) afin que les deux étapes désormais confiées à Nové Město soient enchaînées sans trêve.
Le 11 février 2021, le gouvernement norvégien prend la décision d'annuler l'étape prévue à Oslo - Holmenkollen. Le 13 février 2021, l'IBU annonce que les épreuves impactées sont déplacées à Östersund, étape qui avait cédé sa place à Kontiolahti en décembre.
| \| Östersund Hochfilzen Le Grand-Bornand Oberhof Ruhpolding Pokljuka Antholz Nové Město Kontiolahti Oslo \| Les sites des compétitions initialement prévues en Europe |
| Östersund Hochfilzen Le Grand-Bornand Oberhof Ruhpolding Pokljuka Antholz Nové Město Kontiolahti Oslo                                                                 |

| Östersund Hochfilzen Le Grand-Bornand Oberhof Ruhpolding Pokljuka Antholz Nové Město Kontiolahti Oslo |

| \| Pékin \| Le site des compétitions initialement prévues en Asie |
| Pékin                                                             |

| Pékin |

| \| Hochfilzen Oberhof Pokljuka Antholz Nové Město Kontiolahti Östersund \| Les sites des compétitions prévues après modifications du calendrier |
| Hochfilzen Oberhof Pokljuka Antholz Nové Město Kontiolahti Östersund                                                                            |

## Attribution des points

### Classement par discipline
Pour les classements spécifiques à chaque discipline (individuel, sprint, poursuite, mass-start, relais), l'attribution des points est la suivante :
| Place  | 1  | 2  | 3  | 4  | 5  | 6  | 7  | 8  | 9  | 10 | 11 | 12 | 13 | 14 | 15 | 16 | 17 | 18 | 19 | 20 | 21 | 22 | 23 | 24 | 25 | 26 | 27 | 28 | 29 | 30 | 31 | 32 | 33 | 34 | 35 | 36 | 37 | 38 | 39 | 40 |
| ------ | -- | -- | -- | -- | -- | -- | -- | -- | -- | -- | -- | -- | -- | -- | -- | -- | -- | -- | -- | -- | -- | -- | -- | -- | -- | -- | -- | -- | -- | -- | -- | -- | -- | -- | -- | -- | -- | -- | -- | -- |
| Points | 60 | 54 | 48 | 43 | 40 | 38 | 36 | 34 | 32 | 31 | 30 | 29 | 28 | 27 | 26 | 25 | 24 | 23 | 22 | 21 | 20 | 19 | 18 | 17 | 16 | 15 | 14 | 13 | 12 | 11 | 10 | 9  | 8  | 7  | 6  | 5  | 4  | 3  | 2  | 1  |

| Place  | 1  | 2  | 3  | 4  | 5  | 6  | 7  | 8  | 9  | 10 | 11 | 12 | 13 | 14 | 15 | 16 | 17 | 18 | 19 | 20 | 21 | 22 | 23 | 24 | 25 | 26 | 27 | 28 | 29 | 30 |
| ------ | -- | -- | -- | -- | -- | -- | -- | -- | -- | -- | -- | -- | -- | -- | -- | -- | -- | -- | -- | -- | -- | -- | -- | -- | -- | -- | -- | -- | -- | -- |
| Points | 60 | 54 | 48 | 43 | 40 | 38 | 36 | 34 | 32 | 31 | 30 | 29 | 28 | 27 | 26 | 25 | 24 | 23 | 22 | 21 | 20 | 18 | 16 | 14 | 12 | 10 | 8  | 6  | 4  | 2  |

### Classement général
Le classement général de la coupe du monde est établi en additionnant les points obtenus lors des disciplines individuelles (individuel, sprint, poursuite et mass-start). Dans le contexte de la pandémie de Covid-19, les quatre (au lieu de deux habituellement) moins bons résultats (toutes disciplines individuelles confondues) de chaque biathlète sont éventuellement retranchés du total de points marqués en fin de saison. Ceci afin d'établir le classement général final (pour l'attribution du gros globe de cristal). Une non-participation, un abandon ou une disqualification en course ne rapportent aucun point et font donc partie des moins bons résultats.
Les résultats obtenus lors des Championnats du monde 2021 sont également comptabilisés dans le classement général de la Coupe du monde.

### Coupe des Nations
Le classement général de la coupe des Nations est obtenu en additionnant les points de chaque athlète obtenus lors des épreuves de l'individuel, de sprint, ainsi que lors des relais. Pour les épreuves de l'individuel et de sprint, ne sont pris en compte que les points des trois athlètes les mieux classés par nation.
- Pour chaque épreuve de l'individuel ou du sprint, les points sont attribués selon le tableau suivant :

| Place  | 1   | 2   | 3   | 4   | 5   | 6   | 7   | 8   | 9   | 10  | 11  | 12  | 13  | 14  | 15  | 16  | 17  | 18  | 19  | 20  | 21  | 22  | 23  | 24  | 25  | 26  | 27  | 28  | 29  | 30  | 31  | 32  | 33  | 34  | 35  | 36  | 37  | 38  | 39  | 40  |
| ------ | --- | --- | --- | --- | --- | --- | --- | --- | --- | --- | --- | --- | --- | --- | --- | --- | --- | --- | --- | --- | --- | --- | --- | --- | --- | --- | --- | --- | --- | --- | --- | --- | --- | --- | --- | --- | --- | --- | --- | --- |
| Points | 160 | 154 | 148 | 143 | 140 | 138 | 136 | 134 | 132 | 131 | 130 | 129 | 128 | 127 | 126 | 125 | 124 | 123 | 122 | 121 | 120 | 119 | 118 | 117 | 116 | 115 | 114 | 113 | 112 | 111 | 110 | 109 | 108 | 107 | 106 | 105 | 104 | 103 | 102 | 101 |

Puis de 1 point en 1 point jusqu'à la 80e place, et de 2 en 2 points pour arriver à 1 point pour la 110e place. Toutes les places suivantes obtiennent 1 point.
- Pour chaque relais, les points sont attribués selon le tableau suivant :

| Place  | 1   | 2   | 3   | 4   | 5   | 6   | 7   | 8   | 9   | 10  | 11  | 12  | 13  | 14  | 15  | 16  | 17  | 18  | 19  | 20  | 21  | 22  | 23 | 24 | 25 | 26 | 27 | 28 | 29 | 30 |
| ------ | --- | --- | --- | --- | --- | --- | --- | --- | --- | --- | --- | --- | --- | --- | --- | --- | --- | --- | --- | --- | --- | --- | -- | -- | -- | -- | -- | -- | -- | -- |
| Points | 420 | 390 | 360 | 330 | 310 | 290 | 270 | 250 | 230 | 220 | 210 | 200 | 190 | 180 | 170 | 160 | 150 | 140 | 130 | 120 | 110 | 100 | 90 | 80 | 70 | 60 | 50 | 40 | 30 | 20 |

- Pour les relais simples mixtes et les relais mixtes, les points sont partagés à moitié entre le classement général de la coupe des Nations féminin et le masculin. Chacun reçoit alors des points selon le tableau suivant :

| Place  | 1   | 2   | 3   | 4   | 5   | 6   | 7   | 8   | 9   | 10  | 11  | 12  | 13 | 14 | 15 | 16 | 17 | 18 | 19 | 20 | 21 | 22 | 23 | 24 | 25 | 26 | 27 | 28 | 29 | 30 |
| ------ | --- | --- | --- | --- | --- | --- | --- | --- | --- | --- | --- | --- | -- | -- | -- | -- | -- | -- | -- | -- | -- | -- | -- | -- | -- | -- | -- | -- | -- | -- |
| Points | 210 | 195 | 180 | 165 | 155 | 145 | 135 | 125 | 115 | 110 | 105 | 100 | 95 | 90 | 85 | 80 | 75 | 70 | 65 | 60 | 55 | 50 | 45 | 40 | 35 | 30 | 25 | 20 | 15 | 10 |

## Déroulement de la saison
La saison commence par une belle surprise avec l'individuel masculin de Kontiolahti le 28 novembre. À peine intégré dans l'équipe norvégienne, Sturla Holm Lægreid (il a disputé les deux dernières étapes de la saison précédente sans obtenir de résultat marquant) s'impose en réalisant un 20 sur 20 pour signer sa première victoire en Coupe du monde devant son compatriote  Johannes Thingnes Bø, devancé de 19 s 6 en raison d'une seule erreur au tir. Erik Lesser se classe troisième et Quentin Fillon Maillet quatrième avec eux aussi un 19 sur 20. La hiérarchie est respectée pour les deux premières places de l'individuel féminin, avec Dorothea Wierer performante au tir, et Denise Herrmann explosive, qui, avec une cible manquée, ne termine qu'à 8 dixièmes de seconde de l'Italienne double détentrice du gros globe de cristal. Il y a toutefois un résultat inattendu avec la Suédoise Johanna Skottheim qui, avec un sans faute, termine troisième et obtient à 26 ans le premier podium de sa carrière. Le lendemain, Johannes Bø écrase le sprint, laissant son dauphin Sebastian Samuelsson à 44 secondes, suivi d'un autre Suédois, Martin Ponsiluoma à 48 secondes. Dans la course féminine, les quatre premières réalisent un sans faute au tir et la plus rapide est Hanna Öberg qui devance Marte Olsbu Røiseland de 23 secondes. La saison se poursuit à Kontiolhati, où le 3 décembre, Tarjei  Bø gagne le sprint devant Arnd Peiffer tandis que son frère Johannes (une faute) se classe troisième. Dans le sprint féminin, Hanna Öberg signe son deuxième succès de la saison en battant Anaïs Chevalier de 9 secondes : elles sont les deux seules à avoir réussi un 10 sur 10 parmi les huit premières. Anaïs Chevalier décroche le premier podium de la saison pour l'équipe de France. Tiril Eckhoff et Sebastian Samuelsson remportent dans la foulée les poursuites qui concluent le programme dans le stade de biathlon finlandais.
L'étape suivante se déroule à Hochfilzen où, le 11 décembre, Dzinara Alimbekava et Johannes Dale signent en sprint les premiers succès de leur carrière en Coupe du monde. Dale devance deux biathlètes français, Quentin Fillon Maillet et Fabien Claude, qui obtient son deuxième podium de la saison après s'être classé 2e de la poursuite de Kontiolahti derrière Sebastian Samuelsson. Le lendemain dans la poursuite, les Français réalisent un doublé : Quentin Fillon Maillet l'emporte avec un 20 sur 20, et Émilien Jacquelin, lui aussi sans faute prend la deuxième place. Johannes Dale complète le podium. Pour la troisième journée de compétition dans le stade autrichien, avec la poursuite féminine, Marte Olsbu Røiseland signe sa première victoire de la saison en devançant Dzinara Alimbekava, alors que Julia Simon, partie sixième après le sprint, les accompagne sur le podium. Pour les dernières courses de l'année, la Coupe du monde reste sur le site de Hochfilzen, où  Sturla Holm Lægreid et Tiril Eckhoff réalisent tous deux le doublé sprint-poursuite (les deux sprints donnant lieu a des triplés norvégiens), avant de conclure sur les mass-start le 20 décembre, où Arnd Peiffer l'emporte chez les hommes, et Marte Olsbu Røiseland chez les femmes, confortant son dossard jaune de leader du classement général féminin.
La suite de la saison avant les championnats du monde de Pokljuka voit Johannes  Bø tenir fermement les commandes du classement général masculin, avec deux victoires en sprint à Oberhof, les 8 et 13 janvier, et un succès dans la mass-start d'Antholz-Anterselva le 24 janvier. Derrière lui, son jeune compatriote Sturla Holm Lægreid se révèle au plus haut niveau en additionnant les podiums, alors que les quatuors français gagnent deux relais de suite, à Oberhof et à Antholz. Côté féminin, Julia Simon réalise un exploit inédit chez les biathlètes françaises : elle remporte deux mass-start consécutives, le 13 janvier à Oberhof et le 23 à Antholz-Anterselva. En tête du classement général, Marte Olsbu Røiseland doit résister aux assauts de sa compatriote Tiril Eckhoff qui totalise déjà six victoires dans l'hiver, dont trois consécutives en janvier.
Lors des championnats du monde à Pokljuka, après le relais mixte gagné par la Norvège (Sturla Holm Lægreid, Johannes Thingnes Bø, Tiril Eckhoff, Marte Olsbu Røiseland), Tiril Eckhoff réalise le doublé sprint + poursuite, ce qui lui permet de prendre les commandes du classement général féminin devant sa compatriote Marte Olsbu Røiseland qui n'est pas en réussite dans ces deux épreuves. Anaïs Chevalier-Bouchet est deux fois médaillée : en argent dans le sprint et en bronze dans la poursuite. Chez les hommes, Martin Ponsiluoma gagne en sprint le premier titre mondial de sa carrière et sa première victoire en Coupe du monde. Il devance les deux français, Simon Desthieux dont c'est la première médaille individuelle aux Mondiaux, et Émilien Jacquelin. Dans la poursuite, ce dernier se montre largement au-dessus du lot pour conserver le titre qu'il avait gagné un an auparavant à Antholz-Anterselva. Il réalise un sans-faute face aux cibles à toute vitesse (1 min 26 s en tout passées sur le tapis)  et domine tous ses adversaires sur les skis pour s'imposer en solitaire. Il devance Sébastian Samuelsson qui prend l'avantage dans la dernière ligne droite sur Johannes Bø. En deuxième semaine, la France obtient un deuxième titre mondial, sur le relais mixte simple avec le tandem Antonin Guigonnat - Julia Simon qui réalise une course quasi sans faute et se paie le luxe de battre sur le fil la dream team norvégienne composée de Johannes Thingnes Bø et Tiril Eckhoff. Sturla Holm Lægreid fait sensation chez les hommes en remportant avec une grande maîtrise d'abord le titre mondial de l'individuel, qui lui permet de faire coup double en empochant le petit globe de la spécialité, puis celui de la mass-start le dimanche de clôture. 
Également titré au sein du relais norvégien, Lægreid termine les mondiaux avec quatre médailles d'or et reste plus que jamais dans la course pour le gros globe de cristal face à Johannes Bø, titré deux fois en relais, mais qui n'a obtenu qu'une seule médaille individuelle, en bronze sur la poursuite. Quentin Fillon Maillet, abonné aux quatrièmes places (poursuite, individuel et relais), obtient enfin une médaille de bronze sur le départ groupé, la septième et dernière pour la France. Chez les femmes, la Tchèque Marketa Davidova remporte le titre mondial de l'individuel grâce à un 20/20 au tir tandis que Lisa Theresa Hauser échoue au pied du podium pour deux balles manquées mais se console en remportant, par le jeu du retrait du plus mauvais résultat, le petit globe de la discipline qu'elle partage donc à égalité avec Dorothea Wierer. Grandes favorites du relais, les Norvégiennes conservent leur titre. Celles-ci sont encore deux le lendemain sur le podium du départ groupé (Tandrevold et Eckhoff), mais c'est Hauser, déjà double médaillée d'argent sur ces mondiaux, qui s'impose en réalisant le seul sans faute au tir. Elle est la première Autrichienne championne du monde de biathlon. La fin des championnats est particulièrement laborieuse pour les Françaises qui semblent gagnées par la fatigue. Déjà en difficulté sur l'individuel, elles sont défaillantes sur le relais (malgré un bon tir) et le départ groupé.
Après les Mondiaux, les 6 et 7 mars, la Coupe du monde fait étape à Nové Město. Alors que chez les femmes, Tiril Eckhoff continue sur sa lancée en remportant le sprint et la poursuite, ses 9e et 10e victoires de l'hiver qui la rapprochent un peu plus de la victoire au classement général (en attendant, elle s'attribue le petit globe du sprint), Simon Desthieux signe dans le sprint masculin à la faveur d'un 10 sur 10 et d'une solide performance sur les skis, le premier succès de sa carrière en Coupe du monde après 243 départs depuis 2012. Tarjei Bø gagne la poursuite, tandis que le match pour le gros globe entre son frère cadet Johannes et le nouveau venu Sturla Holm Lægreid reste des plus indécis, avec un écart de 33 points.
Les biathlètes restent à Nové Město le week-end suivant. Après deux poursuites et deux mass-start remportées depuis 2019,  Quentin Fillon Maillet s'adjuge le 11 mars le premier sprint de sa carrière, à la faveur d'un 10 sur 10 au tir et du deuxième temps à skis derrière Johannes Bø (auteur de deux fautes au tir couché, et 9e à l'arrivée). Avec des scores parfaits face aux cibles, Tarjei Bø se classe 2e à 11 secondes, Lukas Hofer 3e à 15 secondes, et Émilien Jacquelin 4e à 22 secondes. Sturla Holm Lægreid, 5e avec une faute, grappille encore quelques points sur Johannes Bø au classement général, alors que les opérations de retrait des quatre moins bons résultats à venir devraient lui être favorables,. Lors du sprint féminin le lendemain, Tiril Eckhoff remporte sa onzième victoire de la saison et devient la première biathlète à s'imposer six fois consécutivement dans ce format de course en Coupe du monde. Avec le meilleur temps à ski et une seule faute au tir, elle devance Denise Herrmann et Dorothea Wierer, toutes deux à zéro faute. Le 13 mars, Fillon Maillet et Eckhoff réalisent tous deux le doublé sprint/poursuite. Pour le biathlète français, c'est une première dans sa carrière. Pour la Norvégienne de 30 ans, c'est la cinquième fois cette saison et une douzième victoire qui lui permet non seulement de franchir la barre des 1 000 points mais surtout de se mettre hors d'atteinte au classement général à trois épreuves de la fin de la saison et de s'assurer ainsi le gain du gros globe de cristal pour la première fois de sa carrière. 
Tiril Eckhoff continue sa série à Östersund le 19 mars en remportant sa 7e victoire en sprint (soit à seulement une unité du record de Magdalena Neuner, victorieuse de huit des dix sprints de la saison 2011-2012), sa treizième de la saison (soit à une unité seulement du record de Magdalena Forsberg, 14 victoires en 2000-2001). Chez les hommes, les quatre premiers du sprint sont à 10 sur 10, et le plus rapide d'entre-eux est Lukas Hofer, qui remporte la deuxième victoire de sa carrière, six ans après son succès dans la même discipline à Antholz-Anterselva. Il devance donc les autres biathlètres sans-faute, Sebastian Samuelsson à 4 secondes, Tarjei  Bø à 14 secondes et Simon Desthieux à 22 secondes. Avec une faute au tir couché, Quentin Fillon Maillet prend la 5e place devant Sturla Holm Lægreid (10 sur 10), et ce dernier devance Johannes Bø (2 fautes), lui grappillant encore quelques points pour pointer à 15 unités au général. 
À l'issue de la poursuite remportée par Sturla Holm Lægreid devant Johannes Thingnes Bø, les positions en tête du classement général sont plus serrées que jamais : seulement quatre points d'écart entre les deux Norvégiens, ce qui fait du départ groupé du 21 mars une véritable finale : le premier des deux qui franchit la ligne d'arrivée remporte le gros globe (à condition pour Lægreid d'être dans les huit premiers). Dans des conditions venteuses, Lægreid, plus solide sur les tirs couchés, réalise un meilleur début et devance le dossard jaune d'une quinzaine de secondes à mi-course. Mais les positions s'inversent au premier tir debout lorsque Lægreid visite une fois l'anneau de pénalité alors que Bø blanchit les cibles. Plus rapide sur la piste, Bø engrange de précieuses secondes d'avance supplémentaires et parvient ensuite à tenir la pression au dernier tir : malgré une nouvelle boucle de pénalité, son troisième gros globe de cristal consécutif lui tend les bras. En effet, il sort du pas de tir en troisième position derrière Latypov et Desthieux. Simon Desthieux fait l'effort pour dépasser le Russe dans le final et remporter la deuxième victoire de sa carrière, dix jours après la première. Johannes Thingnes Bø savoure son dernier tour et se contente de la troisième place, alors que Sturla Lægreid, qui a laissé passer son ultime chance en commettant deux fautes au dernier tir, passe la ligne d'arrivée en huitième position plus de trente secondes plus tard. Johannes Thingnes Bø remporte le classement général avec 13 points d'avance sur Sturla Holm Lægreid. Pour sa première saison complète en Coupe du monde, Lægreid s'adjuge deux petits globes : l'individuel et la poursuite, alors que celui de la mass-start revient à Tarjei Bø. En signant la première victoire de sa carrière à l'arrivée de la mass-start féminine, Ingrid Landmark Tandrevold fait coup double en s'emparant du petit globe féminin de la spécialité.

## Classements

### Classement général
Exceptionnellement pour cette saison 2020-2021, le classement général prend en compte seulement les 22 meilleurs résultats de chaque biathlète sur les 26 épreuves.
| Rang | Nom                        | Points | Victoire(s) | Podium(s) |
| ---- | -------------------------- | ------ | ----------- | --------- |
| 1    | Johannes Thingnes Bø       | 1052   | 4           | 14        |
| 2    | Sturla Holm Lægreid        | 1039   | 7           | 10        |
| 3    | Quentin Fillon Maillet     | 930    | 3           | 7         |
| 4    | Tarjei Bø                  | 893    | 3           | 8         |
| 5    | Johannes Dale              | 843    | 1           | 6         |
| 6    | Sebastian Samuelsson       | 817    | 1           | 5         |
| 7    | Émilien Jacquelin          | 812    | 1           | 5         |
| 8    | Lukas Hofer                | 753    | 1           | 3         |
| 9    | Simon Desthieux            | 724    | 2           | 4         |
| 10   | Martin Ponsiluoma          | 713    | 1           | 3         |
| 11   | Jakov Fak                  | 693    |             | 1         |
| 12   | Arnd Peiffer               | 642    | 1           | 5         |
| 13   | Vetle Sjåstad Christiansen | 621    |             |           |
| 14   | Benedikt Doll              | 607    |             |           |
| 15   | Simon Eder                 | 598    |             |           |
| 16   | Aleksandr Loguinov         | 541    | 1           | 1         |
| 17   | Erik Lesser                | 515    |             | 1         |
| 18   | Eduard Latypov             | 491    |             | 1         |
| 19   | Fabien Claude              | 477    |             | 2         |
| 20   | Antonin Guigonnat          | 473    |             |           |

| Rang | Nom                        | Points | Victoire(s) | Podium(s) |
| ---- | -------------------------- | ------ | ----------- | --------- |
| 1    | Tiril Eckhoff              | 1152   | 13          | 17        |
| 2    | Marte Olsbu Røiseland      | 963    | 3           | 8         |
| 3    | Franziska Preuß            | 840    |             | 4         |
| 4    | Hanna Öberg                | 826    | 2           | 8         |
| 5    | Dorothea Wierer            | 821    | 1           | 5         |
| 6    | Lisa Theresa Hauser        | 818    | 2           | 7         |
| 7    | Dzinara Alimbekava         | 734    | 1           | 4         |
| 8    | Ingrid Landmark Tandrevold | 707    | 1           | 5         |
| 9    | Anaïs Chevalier-Bouchet    | 677    |             | 4         |
| 10   | Denise Herrmann            | 667    |             | 3         |
| 11   | Markéta Davidová           | 649    | 1           | 1         |
| 12   | Elvira Öberg               | 631    |             | 2         |
| 13   | Julia Simon                | 575    | 2           | 3         |
| 14   | Linn Persson               | 572    |             |           |
| 15   | Justine Braisaz-Bouchet    | 511    |             |           |
| 16   | Lisa Vittozzi              | 449    |             | 1         |
| 17   | Yuliia Dzhima              | 445    |             | 2         |
| 18   | Anaïs Bescond              | 442    |             |           |
| 19   | Svetlana Mironova          | 440    |             |           |
| 20   | Uliana Kaisheva            | 394    |             |           |

L'IBU a instauré pour cette saison 2020-2021 un nouveau dossard : le dossard bleu foncé. Ce dossard, porté tout au long de la saison par l'athlète de moins de 25 ans (à la date du 31 décembre 2020) le mieux classé au classement général vise à récompenser les jeunes biathlètes.
| Rang | Nom                  | Points |
| ---- | -------------------- | ------ |
| 1    | Sturla Holm Lægreid  | 1039   |
| 2    | Johannes Dale        | 843    |
| 3    | Sebastian Samuelsson | 817    |
| 4    | Felix Leitner        | 310    |
| 5    | Anton Smolski        | 264    |

| Rang | Nom                        | Points |
| ---- | -------------------------- | ------ |
| 1    | Dzinara Alimbekava         | 734    |
| 2    | Ingrid Landmark Tandrevold | 707    |
| 3    | Markéta Davidová           | 649    |
| 4    | Elvira Öberg               | 631    |
| 5    | Julia Simon                | 575    |

### Coupe des Nations
Exceptionnellement pour cette saison 2020-2021, le classement de la Coupe des Nations prend en compte seulement les 19 meilleurs scores de chaque nation sur les 25 épreuves.
| Rang | Nation      | Points |
| ---- | ----------- | ------ |
| 1    | Norvège     | 8061   |
| 2    | France      | 7298   |
| 3    | Allemagne   | 6978   |
| 4    | Russie      | 6833   |
| 5    | Suède       | 6775   |
| 6    | Italie      | 6003   |
| 7    | Autriche    | 5978   |
| 8    | Ukraine     | 5454   |
| 9    | Biélorussie | 5420   |
| 10   | Slovénie    | 5391   |

| Rang | Nation      | Points |
| ---- | ----------- | ------ |
| 1    | Norvège     | 7305   |
| 2    | Suède       | 7146   |
| 3    | Allemagne   | 7056   |
| 4    | France      | 7001   |
| 5    | Biélorussie | 6433   |
| 6    | Russie      | 6407   |
| 7    | Ukraine     | 6216   |
| 8    | Autriche    | 6057   |
| 9    | Italie      | 5975   |
| 10   | Suisse      | 5664   |

### Classement par discipline

#### Individuel
Exceptionnellement pour cette saison 2020-2021, le classement de l'individuel prend en compte seulement les 2 meilleurs résultats de chaque biathlète sur les 3 épreuves.
| Rang | Nom                    | Points | Victoire(s) | Podium(s) |
| ---- | ---------------------- | ------ | ----------- | --------- |
| 1    | Sturla Holm Lægreid    | 120    | 2           | 3         |
| 2    | Johannes Thingnes Bø   | 94     |             | 1         |
| 3    | Aleksandr Loguinov     | 91     | 1           | 1         |
| 4    | Quentin Fillon Maillet | 91     |             | 1         |
| 5    | Arnd Peiffer           | 84     |             | 1         |
| 6    | Ondřej Moravec         | 70     |             |           |
| 7    | Simon Eder             | 70     |             |           |
| 8    | Johannes Dale          | 66     |             | 1         |
| 9    | Lukas Hofer            | 65     |             |           |
| 10   | Émilien Jacquelin      | 62     |             |           |

| Rang | Nom                     | Points | Victoire(s) | Podium(s) |
| ---- | ----------------------- | ------ | ----------- | --------- |
| 1    | Lisa Theresa Hauser     | 103    | 1           | 1         |
| 1    | Dorothea Wierer         | 103    | 1           | 1         |
| 3    | Hanna Öberg             | 90     |             | 1         |
| 4    | Yuliia Dzhima           | 85     |             | 1         |
| 5    | Markéta Davidová        | 80     | 1           | 1         |
| 6    | Denise Herrmann         | 80     |             | 1         |
| 7    | Anaïs Chevalier-Bouchet | 80     |             | 1         |
| 8    | Svetlana Mironova       | 76     |             |           |
| 9    | Dzinara Alimbekava      | 68     |             |           |
| 10   | Linn Persson            | 66     |             |           |

#### Sprint
Exceptionnellement pour cette saison 2020-2021, le classement du sprint prend en compte seulement les 7 meilleurs résultats de chaque biathlète sur les 10 épreuves.
| Rang | Nom                    | Points | Victoire(s) | Podium(s) |
| ---- | ---------------------- | ------ | ----------- | --------- |
| 1    | Johannes Thingnes Bø   | 359    | 3           | 5         |
| 2    | Sturla Holm Lægreid    | 319    | 1           | 3         |
| 3    | Tarjei Bø              | 318    | 1           | 4         |
| 4    | Sebastian Samuelsson   | 312    |             | 3         |
| 5    | Johannes Dale          | 307    | 1           | 2         |
| 6    | Quentin Fillon Maillet | 302    | 1           | 2         |
| 7    | Lukas Hofer            | 274    | 1           | 2         |
| 8    | Simon Desthieux        | 269    | 1           | 2         |
| 9    | Martin Ponsiluoma      | 269    | 1           | 2         |
| 10   | Émilien Jacquelin      | 258    |             | 1         |

| Rang | Nom                        | Points | Victoire(s) | Podium(s) |
| ---- | -------------------------- | ------ | ----------- | --------- |
| 1    | Tiril Eckhoff              | 420    | 7           | 8         |
| 2    | Marte Olsbu Røiseland      | 304    |             | 2         |
| 3    | Hanna Öberg                | 296    | 2           | 3         |
| 4    | Dorothea Wierer            | 282    |             | 3         |
| 5    | Anaïs Chevalier-Bouchet    | 280    |             | 2         |
| 6    | Dzinara Alimbekava         | 274    | 1           | 1         |
| 7    | Franziska Preuß            | 267    |             | 1         |
| 8    | Lisa Theresa Hauser        | 256    |             | 2         |
| 9    | Denise Herrmann            | 238    |             | 1         |
| 10   | Ingrid Landmark Tandrevold | 236    |             | 2         |

#### Poursuite
Exceptionnellement pour cette saison 2020-2021, le classement de la poursuite prend en compte seulement les 6 meilleurs résultats de chaque biathlète sur les 8 épreuves.
| Rang | Nom                    | Points | Victoire(s) | Podium(s) |
| ---- | ---------------------- | ------ | ----------- | --------- |
| 1    | Sturla Holm Lægreid    | 306    | 3           | 3         |
| 2    | Johannes Thingnes Bø   | 306    |             | 6         |
| 3    | Émilien Jacquelin      | 286    | 1           | 4         |
| 4    | Quentin Fillon Maillet | 266    | 2           | 2         |
| 5    | Sebastian Samuelsson   | 253    | 1           | 2         |
| 6    | Tarjei Bø              | 249    | 1           | 2         |
| 7    | Johannes Dale          | 234    |             | 2         |
| 8    | Fabien Claude          | 218    |             | 1         |
| 9    | Simon Desthieux        | 211    |             | 1         |
| 10   | Lukas Hofer            | 209    |             | 1         |

| Rang | Nom                   | Points | Victoire(s) | Podium(s) |
| ---- | --------------------- | ------ | ----------- | --------- |
| 1    | Tiril Eckhoff         | 360    | 6           | 7         |
| 2    | Marte Olsbu Røiseland | 319    | 2           | 5         |
| 3    | Franziska Preuß       | 240    |             | 1         |
| 4    | Hanna Öberg           | 235    |             | 2         |
| 5    | Dzinara Alimbekava    | 226    |             | 2         |
| 6    | Lisa Theresa Hauser   | 224    |             | 2         |
| 7    | Dorothea Wierer       | 220    |             |           |
| 8    | Elvira Öberg          | 198    |             | 1         |
| 9    | Denise Herrmann       | 197    |             | 1         |
| 10   | Julia Simon           | 192    |             | 1         |

#### Départ Groupé
Exceptionnellement pour cette saison 2020-2021, le classement du départ groupé prend en compte seulement les 4 meilleurs résultats de chaque biathlète sur les 5 épreuves.
| Rang | Nom                        | Points | Victoire(s) | Podium(s) |
| ---- | -------------------------- | ------ | ----------- | --------- |
| 1    | Tarjei Bø                  | 184    | 1           | 2         |
| 2    | Johannes Thingnes Bø       | 180    | 1           | 2         |
| 3    | Quentin Fillon Maillet     | 165    |             | 2         |
| 4    | Sturla Holm Lægreid        | 161    | 1           | 1         |
| 5    | Arnd Peiffer               | 159    | 1           | 1         |
| 6    | Jakov Fak                  | 149    |             | 1         |
| 7    | Simon Eder                 | 147    |             |           |
| 8    | Johannes Dale              | 144    |             | 1         |
| 9    | Benedikt Doll              | 143    |             |           |
| 10   | Vetle Sjåstad Christiansen | 140    |             |           |

| Rang | Nom                   | Points | Victoire(s) | Podium(s) |
| ---- | --------------------- | ------ | ----------- | --------- |
| 1    | Ingrid L. Tandrevold  | 186    | 1           | 2         |
| 2    | Franziska Preuß       | 183    |             | 2         |
| 3    | Julia Simon           | 181    | 2           | 2         |
| 4    | Marte Olsbu Røiseland | 175    | 1           | 1         |
| 5    | Tiril Eckhoff         | 172    |             | 2         |
| 6    | Lisa Theresa Hauser   | 171    | 1           | 2         |
| 7    | Hanna Öberg           | 165    |             | 2         |
| 8    | Dorothea Wierer       | 144    |             | 1         |
| 9    | Markéta Davidová      | 142    |             |           |
| 10   | Svetlana Mironova     | 124    |             |           |

#### Relais
Exceptionnellement pour cette saison 2020-2021, dans chaque catégorie de relais (hommes, femmes, mixte), le classement prend en compte seulement les 4 meilleurs résultats de chaque nation sur les 6 épreuves.
| Rang | Nation    | Points | Victoire(s) |
| ---- | --------- | ------ | ----------- |
| 1    | Norvège   | 228    | 2           |
| 2    | Suède     | 204    | 1           |
| 3    | France    | 203    | 2           |
| 4    | Allemagne | 199    | 1           |
| 5    | Russie    | 193    |             |
| 6    | Italie    | 166    |             |

| Rang | Nation   | Points | Victoire(s) |
| ---- | -------- | ------ | ----------- |
| 1    | Norvège  | 228    | 2           |
| 2    | France   | 211    | 2           |
| 3    | Suède    | 210    | 1           |
| 4    | Autriche | 169    |             |
| 5    | Russie   | 168    | 1           |
| 6    | Italie   | 168    |             |

| Rang | Nation      | Points | Victoire(s) |
| ---- | ----------- | ------ | ----------- |
| 1    | Suède       | 216    | 2           |
| 2    | Allemagne   | 216    | 1           |
| 3    | France      | 204    |             |
| 4    | Norvège     | 198    | 2           |
| 5    | Biélorussie | 191    |             |
| 6    | Russie      | 180    | 1           |

### Globes de cristal et titres mondiaux
| Disciplines       | Globes de cristal    | Champions du Monde  |
| ----------------- | -------------------- | ------------------- |
| Général           | Johannes Thingnes Bø |                     |
| Coupe des Nations | Norvège              |                     |
| Individuel        | Sturla Holm Lægreid  | Sturla Holm Lægreid |
| Sprint            | Johannes Thingnes Bø | Martin Ponsiluoma   |
| Poursuite         | Sturla Holm Lægreid  | Émilien Jacquelin   |
| Mass Start        | Tarjei Bø            | Sturla Holm Lægreid |
| Relais            | Norvège              | Norvège             |

| Disciplines       | Globes de cristal                   | Championnes du Monde |
| ----------------- | ----------------------------------- | -------------------- |
| Général           | Tiril Eckhoff                       |                      |
| Coupe des Nations | Norvège                             |                      |
| Individuel        | Lisa Theresa Hauser Dorothea Wierer | Markéta Davidová     |
| Sprint            | Tiril Eckhoff                       | Tiril Eckhoff        |
| Poursuite         | Tiril Eckhoff                       | Tiril Eckhoff        |
| Mass Start        | Ingrid Landmark Tandrevold          | Lisa Theresa Hauser  |
| Relais            | Suède                               | Norvège              |

| Disciplines   | Globe de cristal | Champions du monde |
| ------------- | ---------------- | ------------------ |
| Relais        | Norvège          | Norvège            |
| Relais simple | Norvège          | France             |

| Classe | Hommes              | Femmes             |
| ------ | ------------------- | ------------------ |
| U25    | Sturla Holm Lægreid | Dzinara Alimbekava |

## Calendrier et podiums

### Hommes

#### Épreuves individuelles
| Étape                                                          | Lieu                                   | Épreuve             | Date                          | Vainqueur              | Deuxième               | Troisième              | Leader du classement général |
| -------------------------------------------------------------- | -------------------------------------- | ------------------- | ----------------------------- | ---------------------- | ---------------------- | ---------------------- | ---------------------------- |
| 1                                                              | Kontiolahti                            | Individuel 20 km    | 28 novembre 2020              | Sturla Holm Lægreid    | Johannes Thingnes Bø   | Erik Lesser            | Sturla Holm Lægreid          |
| 1                                                              | Kontiolahti                            | Sprint 10 km        | 29 novembre 2020              | Johannes Thingnes Bø   | Sebastian Samuelsson   | Martin Ponsiluoma      | Johannes Thingnes Bø         |
| 2                                                              | Östersund → Kontiolahti                | Sprint 10 km        | 3 décembre 2020               | Tarjei Bø              | Arnd Peiffer           | Johannes Thingnes Bø   | Johannes Thingnes Bø         |
| 2                                                              | Östersund → Kontiolahti                | Poursuite 12,5 km   | 5 décembre 2020               | Sebastian Samuelsson   | Fabien Claude          | Johannes Thingnes Bø   | Johannes Thingnes Bø         |
| 3                                                              | Hochfilzen                             | Sprint 10 km        | 11 décembre 2020              | Johannes Dale          | Quentin Fillon Maillet | Fabien Claude          | Johannes Thingnes Bø         |
| 3                                                              | Hochfilzen                             | Poursuite 12,5 km   | 12 décembre 2020              | Quentin Fillon Maillet | Émilien Jacquelin      | Johannes Dale          | Johannes Thingnes Bø         |
| 4                                                              | Annecy - Le Grand-Bornand → Hochfilzen | Sprint 10 km        | 17 décembre 2020              | Sturla Holm Lægreid    | Johannes Dale          | Johannes Thingnes Bø   | Johannes Thingnes Bø         |
| 4                                                              | Annecy - Le Grand-Bornand → Hochfilzen | Poursuite 12,5 km   | 19 décembre 2020              | Sturla Holm Lægreid    | Émilien Jacquelin      | Johannes Thingnes Bø   | Johannes Thingnes Bø         |
| 4                                                              | Annecy - Le Grand-Bornand → Hochfilzen | Départ Groupé 15 km | 20 décembre 2020              | Arnd Peiffer           | Martin Ponsiluoma      | Tarjei Bø              | Johannes Thingnes Bø         |
| 5                                                              | Oberhof                                | Sprint 10 km        | 8 janvier 2021                | Johannes Thingnes Bø   | Tarjei Bø              | Sturla Holm Lægreid    | Johannes Thingnes Bø         |
| 5                                                              | Oberhof                                | Poursuite 12,5 km   | 9 janvier 2021                | Sturla Holm Lægreid    | Johannes Dale          | Tarjei Bø              | Johannes Thingnes Bø         |
| 6                                                              | Ruhpolding → Oberhof                   | Sprint 10 km        | 13 janvier 2021               | Johannes Thingnes Bø   | Sturla Holm Lægreid    | Arnd Peiffer           | Johannes Thingnes Bø         |
| 6                                                              | Ruhpolding → Oberhof                   | Départ Groupé 15 km | 17 janvier 2021               | Tarjei Bø              | Felix Leitner          | Benjamin Weger         | Johannes Thingnes Bø         |
| 7                                                              | Antholz - Anterselva                   | Individuel 20 km    | 22 janvier 2021               | Aleksandr Loguinov     | Sturla Holm Lægreid    | Quentin Fillon Maillet | Johannes Thingnes Bø         |
| 7                                                              | Antholz - Anterselva                   | Départ Groupé 15 km | 24 janvier 2021               | Johannes Thingnes Bø   | Quentin Fillon Maillet | Jakov Fak              | Johannes Thingnes Bø         |
| Championnats du monde de biathlon 2021 (10 au 21 février 2021) |                                        |                     |                               |                        |                        |                        |                              |
| ChM                                                            | Pokljuka                               | Sprint 10 km        | 12 février 2021               | Martin Ponsiluoma      | Simon Desthieux        | Émilien Jacquelin      | Johannes Thingnes Bø         |
| ChM                                                            | Pokljuka                               | Poursuite 12,5 km   | 14 février 2021               | Émilien Jacquelin      | Sebastian Samuelsson   | Johannes Thingnes Bø   | Johannes Thingnes Bø         |
| ChM                                                            | Pokljuka                               | Individuel 20 km    | 17 février 2021               | Sturla Holm Lægreid    | Arnd Peiffer           | Johannes Dale          | Johannes Thingnes Bø         |
| ChM                                                            | Pokljuka                               | Départ Groupé 15 km | 21 février 2021               | Sturla Holm Lægreid    | Johannes Dale          | Quentin Fillon Maillet | Johannes Thingnes Bø         |
| Fin des championnats du monde                                  |                                        |                     |                               |                        |                        |                        |                              |
| 8                                                              | Pékin → Nové Město                     | Sprint 10 km        | 28 février 2021 → 6 mars 2021 | Simon Desthieux        | Sebastian Samuelsson   | Arnd Peiffer           | Johannes Thingnes Bø         |
| 8                                                              | Pékin → Nové Město                     | Poursuite 12,5 km   | 1er mars 2021 → 7 mars 2021   | Tarjei Bø              | Johannes Thingnes Bø   | Simon Desthieux        | Johannes Thingnes Bø         |
| 9                                                              | Nové Město                             | Sprint 10 km        | 11 mars 2021                  | Quentin Fillon Maillet | Tarjei Bø              | Lukas Hofer            | Johannes Thingnes Bø         |
| 9                                                              | Nové Město                             | Poursuite 12,5 km   | 13 mars 2021                  | Quentin Fillon Maillet | Johannes Thingnes Bø   | Émilien Jacquelin      | Johannes Thingnes Bø         |
| 10                                                             | Oslo - Holmenkollen → Östersund        | Sprint 10 km        | 19 mars 2021                  | Lukas Hofer            | Sebastian Samuelsson   | Tarjei Bø              | Johannes Thingnes Bø         |
| 10                                                             | Oslo - Holmenkollen → Östersund        | Poursuite 12,5 km   | 20 mars 2021                  | Sturla Holm Lægreid    | Johannes Thingnes Bø   | Lukas Hofer            | Johannes Thingnes Bø         |
| 10                                                             | Oslo - Holmenkollen → Östersund        | Départ Groupé 15 km | 21 mars 2021                  | Simon Desthieux        | Eduard Latypov         | Johannes Thingnes Bø   | Johannes Thingnes Bø         |

#### Relais
| Étape                                                          | Lieu                    | Épreuve           | Date                          | Vainqueur                                                                                     | Deuxième                                                                                | Troisième                                                                        | Leader du classement du relais masculin |
| -------------------------------------------------------------- | ----------------------- | ----------------- | ----------------------------- | --------------------------------------------------------------------------------------------- | --------------------------------------------------------------------------------------- | -------------------------------------------------------------------------------- | --------------------------------------- |
| 2                                                              | Östersund → Kontiolahti | Relais 4 × 7,5 km | 6 décembre 2020               | Norvège - Sturla Holm Lægreid - Vetle Sjåstad Christiansen - Tarjei Bø - Johannes Thingnes Bø | Suède - Peppe Femling - Jesper Nelin - Martin Ponsiluoma - Sebastian Samuelsson         | Allemagne - Erik Lesser - Roman Rees - Arnd Peiffer - Benedikt Doll              | Norvège                                 |
| 3                                                              | Hochfilzen              | Relais 4 × 7,5 km | 13 décembre 2020              | Suède - Peppe Femling - Jesper Nelin - Martin Ponsiluoma - Sebastian Samuelsson               | Norvège - Sturla Holm Lægreid - Johannes Dale - Tarjei Bø - Johannes Thingnes Bø        | Allemagne - Erik Lesser - Roman Rees - Benedikt Doll - Philipp Horn              | Norvège Suède                           |
| 6                                                              | Ruhpolding → Oberhof    | Relais 4 × 7,5 km | 15 janvier 2021               | France - Simon Desthieux - Quentin Fillon Maillet - Fabien Claude - Émilien Jacquelin         | Norvège - Vetle Sjåstad Christiansen - Johannes Dale - Tarjei Bø - Johannes Thingnes Bø | Italie - Thomas Bormolini - Lukas Hofer - Tommaso Giacomel - Dominik Windisch    | Norvège                                 |
| 7                                                              | Antholz - Anterselva    | Relais 4 × 7,5 km | 23 janvier 2021               | France - Antonin Guigonnat - Quentin Fillon Maillet - Simon Desthieux - Émilien Jacquelin     | Norvège - Sturla Holm Lægreid - Johannes Dale - Tarjei Bø - Johannes Thingnes Bø        | Russie - Anton Babikov - Matvey Eliseev - Aleksandr Loguinov - Eduard Latypov    | Norvège                                 |
| Championnats du monde de biathlon 2021 (10 au 21 février 2021) |                         |                   |                               |                                                                                               |                                                                                         |                                                                                  |                                         |
| ChM                                                            | Pokljuka                | Relais 4 × 7,5 km | 20 février 2021               | Norvège - Sturla Holm Lægreid - Tarjei Bø - Johannes Thingnes Bø - Vetle Sjåstad Christiansen | Suède - Peppe Femling - Jesper Nelin - Martin Ponsiluoma - Sebastian Samuelsson         | RBU - Said Khalili - Matvey Eliseev - Aleksandr Loguinov - Eduard Latypov        | Norvège                                 |
| Fin des championnats du monde                                  |                         |                   |                               |                                                                                               |                                                                                         |                                                                                  |                                         |
| 8                                                              | Pékin → Nové Město      | Relais 4 × 7,5 km | 27 février 2021 → 5 mars 2021 | Allemagne - Erik Lesser - Benedikt Doll - Arnd Peiffer - Philipp Nawrath                      | Russie - Said Khalili - Matvey Eliseev - Aleksandr Loguinov - Eduard Latypov            | Norvège - Sturla Holm Lægreid - Johannes Dale - Tarjei Bø - Johannes Thingnes Bø | Norvège                                 |

### Femmes

#### Épreuves individuelles
| Étape                                                          | Lieu                                   | Épreuve               | Date                          | Vainqueur                  | Deuxième                   | Troisième                  | Leader du classement général |
| -------------------------------------------------------------- | -------------------------------------- | --------------------- | ----------------------------- | -------------------------- | -------------------------- | -------------------------- | ---------------------------- |
| 1                                                              | Kontiolahti                            | Individuel 15 km      | 28 novembre 2020              | Dorothea Wierer            | Denise Herrmann            | Johanna Skottheim          | Dorothea Wierer              |
| 1                                                              | Kontiolahti                            | Sprint 7,5 km         | 29 novembre 2020              | Hanna Öberg                | Marte Olsbu Røiseland      | Karoline Knotten           | Hanna Öberg                  |
| 2                                                              | Östersund → Kontiolahti                | Sprint 7,5 km         | 3 décembre 2020               | Hanna Öberg                | Anaïs Chevalier-Bouchet    | Elvira Öberg               | Hanna Öberg                  |
| 2                                                              | Östersund → Kontiolahti                | Poursuite 10 km       | 6 décembre 2020               | Tiril Eckhoff              | Marte Olsbu Røiseland      | Hanna Öberg                | Hanna Öberg                  |
| 3                                                              | Hochfilzen                             | Sprint 7,5 km         | 11 décembre 2020              | Dzinara Alimbekava         | Tiril Eckhoff              | Franziska Preuß            | Hanna Öberg                  |
| 3                                                              | Hochfilzen                             | Poursuite 10 km       | 13 décembre 2020              | Marte Olsbu Røiseland      | Dzinara Alimbekava         | Julia Simon                | Marte Olsbu Røiseland        |
| 4                                                              | Annecy - Le Grand-Bornand → Hochfilzen | Sprint 7,5 km         | 18 décembre 2020              | Tiril Eckhoff              | Ingrid Landmark Tandrevold | Marte Olsbu Røiseland      | Marte Olsbu Røiseland        |
| 4                                                              | Annecy - Le Grand-Bornand → Hochfilzen | Poursuite 10 km       | 19 décembre 2020              | Tiril Eckhoff              | Hanna Öberg                | Elvira Öberg               | Marte Olsbu Røiseland        |
| 4                                                              | Annecy - Le Grand-Bornand → Hochfilzen | Départ Groupé 12,5 km | 20 décembre 2020              | Marte Olsbu Røiseland      | Tiril Eckhoff              | Dorothea Wierer            | Marte Olsbu Røiseland        |
| 5                                                              | Oberhof                                | Sprint 7,5 km         | 8 janvier 2021                | Tiril Eckhoff              | Hanna Öberg                | Lisa Theresa Hauser        | Marte Olsbu Røiseland        |
| 5                                                              | Oberhof                                | Poursuite 10 km       | 9 janvier 2021                | Tiril Eckhoff              | Marte Olsbu Røiseland      | Lisa Theresa Hauser        | Marte Olsbu Røiseland        |
| 6                                                              | Ruhpolding → Oberhof                   | Sprint 7,5 km         | 14 janvier 2021               | Tiril Eckhoff              | Dorothea Wierer            | Lisa Theresa Hauser        | Marte Olsbu Røiseland        |
| 6                                                              | Ruhpolding → Oberhof                   | Départ Groupé 12,5 km | 17 janvier 2021               | Julia Simon                | Franziska Preuß            | Hanna Öberg                | Marte Olsbu Røiseland        |
| 7                                                              | Antholz - Anterselva                   | Individuel 15 km      | 21 janvier 2021               | Lisa Theresa Hauser        | Yuliia Dzhima              | Anaïs Chevalier-Bouchet    | Marte Olsbu Røiseland        |
| 7                                                              | Antholz - Anterselva                   | Départ Groupé 12,5 km | 23 janvier 2021               | Julia Simon                | Hanna Öberg                | Lisa Theresa Hauser        | Marte Olsbu Røiseland        |
| Championnats du monde de biathlon 2021 (10 au 21 février 2021) |                                        |                       |                               |                            |                            |                            |                              |
| ChM                                                            | Pokljuka                               | Sprint 7,5 km         | 13 février 2021               | Tiril Eckhoff              | Anaïs Chevalier-Bouchet    | Hanna Sola                 | Tiril Eckhoff                |
| ChM                                                            | Pokljuka                               | Poursuite 10 km       | 14 février 2021               | Tiril Eckhoff              | Lisa Theresa Hauser        | Anaïs Chevalier-Bouchet    | Tiril Eckhoff                |
| ChM                                                            | Pokljuka                               | Individuel 15 km      | 16 février 2021               | Markéta Davidová           | Hanna Öberg                | Ingrid Landmark Tandrevold | Tiril Eckhoff                |
| ChM                                                            | Pokljuka                               | Départ Groupé 12,5 km | 21 février 2021               | Lisa Theresa Hauser        | Ingrid Landmark Tandrevold | Tiril Eckhoff              | Tiril Eckhoff                |
| Fin des championnats du monde                                  |                                        |                       |                               |                            |                            |                            |                              |
| 8                                                              | Pékin → Nové Město                     | Sprint 7,5 km         | 28 février 2021 → 6 mars 2021 | Tiril Eckhoff              | Yuliia Dzhima              | Lisa Vittozzi              | Tiril Eckhoff                |
| 8                                                              | Pékin → Nové Město                     | Poursuite 10 km       | 1er mars 2021 → 7 mars 2021   | Tiril Eckhoff              | Denise Herrmann            | Marte Olsbu Røiseland      | Tiril Eckhoff                |
| 9                                                              | Nové Město                             | Sprint 7,5 km         | 12 mars 2021                  | Tiril Eckhoff              | Denise Herrmann            | Dorothea Wierer            | Tiril Eckhoff                |
| 9                                                              | Nové Město                             | Poursuite 10 km       | 13 mars 2021                  | Tiril Eckhoff              | Dzinara Alimbekava         | Franziska Preuß            | Tiril Eckhoff                |
| 10                                                             | Oslo - Holmenkollen → Östersund        | Sprint 7,5 km         | 18 mars 2021 → 19 mars 2021   | Tiril Eckhoff              | Dorothea Wierer            | Ingrid Landmark Tandrevold | Tiril Eckhoff                |
| 10                                                             | Oslo - Holmenkollen → Östersund        | Poursuite 10 km       | 20 mars 2021                  | Marte Olsbu Røiseland      | Tiril Eckhoff              | Hanna Sola                 | Tiril Eckhoff                |
| 10                                                             | Oslo - Holmenkollen → Östersund        | Départ Groupé 12,5 km | 21 mars 2021                  | Ingrid Landmark Tandrevold | Dzinara Alimbekava         | Franziska Preuß            | Tiril Eckhoff                |

#### Relais
| Étape                                                          | Lieu                    | Épreuve         | Date                          | Vainqueur                                                                                       | Deuxième                                                                                     | Troisième                                                                                | Leader du classement du relais féminin |
| -------------------------------------------------------------- | ----------------------- | --------------- | ----------------------------- | ----------------------------------------------------------------------------------------------- | -------------------------------------------------------------------------------------------- | ---------------------------------------------------------------------------------------- | -------------------------------------- |
| 2                                                              | Östersund → Kontiolahti | Relais 4 × 6 km | 5 décembre 2020               | Suède - Johanna Skottheim - Mona Brorsson - Elvira Öberg - Hanna Öberg                          | France - Anaïs Bescond - Anaïs Chevalier-Bouchet - Chloé Chevalier - Justine Braisaz-Bouchet | Allemagne - Vanessa Hinz - Franziska Preuß - Maren Hammerschmidt - Denise Herrmann       | Suède                                  |
| 3                                                              | Hochfilzen              | Relais 4 × 6 km | 12 décembre 2020              | Norvège - Karoline Knotten - Ingrid Landmark Tandrevold - Tiril Eckhoff - Marte Olsbu Røiseland | France - Anaïs Bescond - Julia Simon - Justine Braisaz-Bouchet - Anaïs Chevalier-Bouchet     | Suède - Johanna Skottheim - Linn Persson - Hanna Öberg - Elvira Öberg                    | Suède                                  |
| 6                                                              | Ruhpolding → Oberhof    | Relais 4 × 6 km | 16 janvier 2021               | Allemagne - Vanessa Hinz - Janina Hettich - Denise Herrmann - Franziska Preuß                   | Biélorussie - Iryna Kryuko - Dzinara Alimbekava - Hanna Sola - Elena Kruchinkina             | Suède - Mona Brorsson - Linn Persson - Elvira Öberg - Hanna Öberg                        | Suède                                  |
| 7                                                              | Antholz - Anterselva    | Relais 4 × 6 km | 24 janvier 2021               | Russie - Evgeniya Pavlova - Tatiana Akimova - Svetlana Mironova - Uliana Kaisheva               | Allemagne - Vanessa Hinz - Janina Hettich - Denise Herrmann - Franziska Preuß                | France - Anaïs Bescond - Anaïs Chevalier-Bouchet - Justine Braisaz-Bouchet - Julia Simon | Allemagne                              |
| Championnats du monde de biathlon 2021 (10 au 21 février 2021) |                         |                 |                               |                                                                                                 |                                                                                              |                                                                                          |                                        |
| ChM                                                            | Pokljuka                | Relais 4 × 6 km | 20 février 2021               | Norvège - Ingrid Landmark Tandrevold - Tiril Eckhoff - Ida Lien - Marte Olsbu Røiseland         | Allemagne - Vanessa Hinz - Janina Hettich - Denise Herrmann - Franziska Preuß                | Ukraine - Anastasiya Merkushyna - Yuliia Dzhima - Darya Blashko - Olena Pidhrushna       | Allemagne                              |
| Fin des championnats du monde                                  |                         |                 |                               |                                                                                                 |                                                                                              |                                                                                          |                                        |
| 8                                                              | Pékin → Nové Město      | Relais 4 × 6 km | 26 février 2021 → 4 mars 2021 | Suède - Mona Brorsson - Hanna Öberg - Linn Persson - Elvira Öberg                               | Biélorussie - Iryna Kryuko - Dzinara Alimbekava - Hanna Sola - Elena Kruchinkina             | France - Anaïs Bescond - Justine Braisaz-Bouchet - Chloé Chevalier - Julia Simon         | Suède                                  |

### Mixte
| Étape                                                          | Lieu       | Épreuve                            | Date            | Vainqueur                                                                                    | Deuxième                                                                                           | Troisième                                                                                           | Leader du classement du relais mixte |
| -------------------------------------------------------------- | ---------- | ---------------------------------- | --------------- | -------------------------------------------------------------------------------------------- | -------------------------------------------------------------------------------------------------- | --------------------------------------------------------------------------------------------------- | ------------------------------------ |
| 5                                                              | Oberhof    | Relais 2 × 6 km F + 2 × 6 km H     | 10 janvier 2021 | Russie - Uliana Kaisheva - Svetlana Mironova - Aleksandr Loguinov - Eduard Latypov           | Norvège - Ingrid Landmark Tandrevold - Marte Olsbu Røiseland - Johannes Dale - Sturla Holm Lægreid | France - Anaïs Chevalier-Bouchet - Justine Braisaz-Bouchet - Fabien Claude - Quentin Fillon Maillet | Russie                               |
| 5                                                              | Oberhof    | Relais simple 6 km H + 7,5 km F    | 10 janvier 2021 | France - Julia Simon - Émilien Jacquelin                                                     | Suède - Hanna Öberg - Sebastian Samuelsson                                                         | Norvège - Tiril Eckhoff - Johannes Thingnes Bø                                                      | France                               |
| Championnats du monde de biathlon 2021 (10 au 21 février 2021) |            |                                    |                 |                                                                                              | | |                                      |
| ChM                                                            | Pokljuka   | Relais 2 × 7,5 km H + 2 × 7,5 km F | 10 février 2021 | Norvège - Sturla Holm Lægreid - Johannes Thingnes Bø - Tiril Eckhoff - Marte Olsbu Røiseland | Autriche - David Komatz - Simon Eder - Dunja Zdouc - Lisa Theresa Hauser                           | Suède - Sebastian Samuelsson - Martin Ponsiluoma - Linn Persson - Hanna Öberg                       | Norvège                              |
| ChM                                                            | Pokljuka   | Relais simple 6 km H + 7,5 km F    | 18 février 2021 | France - Antonin Guigonnat - Julia Simon                                                     | Norvège - Johannes Thingnes Bø - Tiril Eckhoff                                                     | Suède - Sebastian Samuelsson - Hanna Öberg                                                          | Norvège                              |
| Fin des championnats du monde                                  |            |                                    |                 |                                                                                              | | |                                      |
| 9                                                              | Nové Město | Relais 2 × 6 km F + 2 × 6 km H     | 14 mars 2021    | Norvège - Tiril Eckhoff - Marte Olsbu Røiseland - Tarjei Bø - Johannes Thingnes Bø           | Italie - Lisa Vittozzi - Dorothea Wierer - Dominik Windisch - Lukas Hofer                          | Suède - Elvira Öberg - Anna Magnusson - Jesper Nelin - Martin Ponsiluoma                            | Norvège                              |
| 9                                                              | Nové Město | Relais simple 6 km F + 7,5 km H    | 14 mars 2021    | Suède - Linn Persson - Sebastian Samuelsson                                                  | Norvège - Ingrid Landmark Tandrevold - Sturla Holm Lægreid                                         | États-Unis - Susan Dunklee - Sean Doherty                                                           | Norvège                              |

## Tableau des podiums
| Rang | Nation      | Places | Places | Places | Total de podiums |
| Rang | Nation      | 1er    | 2e     | 3e     | Total de podiums |
| ---- | ----------- | ------ | ------ | ------ | ---------------- |
| 1    | Norvège     | 38     | 25     | 20     | 83               |
| 2    | France      | 12     | 10     | 12     | 34               |
| 3    | Suède       | 8      | 11     | 11     | 30               |
| 4    | Allemagne   | 3      | 8      | 9      | 20               |
| 5    | Russie      | 3      | 2      | 2      | 7                |
| 6    | Italie      | 2      | 3      | 6      | 11               |
| 7    | Autriche    | 2      | 3      | 4      | 9                |
| 8    | Biélorussie | 1      | 5      | 2      | 8                |
| 9    | Tchéquie    | 1      | 0      | 0      | 1                |
| 10   | Ukraine     | 0      | 2      | 1      | 3                |
| 11   | Slovénie    | 0      | 0      | 1      | 1                |
| 11   | Suisse      | 0      | 0      | 1      | 1                |
| 11   | États-Unis  | 0      | 0      | 1      | 1                |

Mis à jour le 21 mars 2021

## Retraites sportives
Les biathlètes suivants prennent leur retraite sportive au cours ou à l'issue de cette saison. 
| - Hommes - Arnd Peiffer - Simon Schempp - Ondřej Moravec | - Femmes |